# Secret Sunshine
Secret Sunshine (밀양?, MilyangLR) è un film del 2007 diretto da Lee Chang-dong.
Presentato in concorso al 60º Festival di Cannes, ha valso alla protagonista Jeon Do-yeon il premio per la miglior interpretazione femminile.

## Trama
Shin-ae e il piccolo figlio Jun si trasferiscono da Seul a Miryang dove lei apre una scuola di pianoforte. Alla base di questa scelta di vita c'è la recente perdita del marito, morto in un incidente stradale, che proveniva da questa città di provincia.
Shin-ae è convinta che qui il figlio possa crescere meglio che nella metropoli e incomincia ad informarsi per acquistare un terreno nel quale poter edificare una propria casa in questa città dove ha deciso di stabilirsi ancora prima di averla conosciuta.
L'approccio con la nuova realtà passa attraverso alcuni personaggi tra i quali spicca Jong-chan, un meccanico trentanovenne, che da subito appare innamorato di Shin-ae e disposto a tutto pur di aiutarla e assecondarla in ogni suo bisogno. Ci sono poi la farmacista cristiana che vuole avvicinarla alla fede per aiutarla nelle sue infelicità, e il maestro di canto di Jun, che accompagna i bambini a scuola e ha una figlia più grande un po' problematica.
Proprio mentre la donna sembra cominciare ad inserirsi nel tessuto sociale, avviene una cosa imprevedibile e drammatica. Jun viene rapito e Shin-ae è costretta a dare fondo a tutti i suoi averi per pagare il riscatto per riaverlo. Il rapitore si dice insoddisfatto della cifra e il bambino non viene restituito. In breve viene trovato il suo corpo senza vita e la polizia scopre anche l'autore del rapimento-omicidio. L'insospettabile maestro di canto, che aveva immaginato che la donna fosse ricca, non sapendo che per l'acquisto del terreno si sarebbe dovuta far aiutare sostanzialmente dal fratello, per altro ancora da convincere del tutto sull'opportunità dell'investimento.
A Shin-ae crolla il mondo addosso ma poi trova una ragione di vita nella comunità cristiana che in precedenza aveva ignorato. La sua vita ha una svolta e torna a sorridere accettando tutto, inquadrando le sue disgrazie in un disegno divino più ampio del quale siamo tutti parte.
Decide quindi di andare in carcere, dall'uomo che ha ucciso Jun, per perdonarlo. L'iniziativa è vista come un po' eccessiva dagli stessi membri della comunità cristiana, ma la donna è decisa e animata da uno spirito tale che nulla può fermarla. Accompagnata dal fido Jong-chan, si reca quindi al colloquio con l'uomo che tanto male le ha procurato e gli spiega il motivo della sua visita. Dall'altra parte l'uomo si presenta sereno quanto lei. Anche lui ha incontrato Dio e dopo aver riconosciuto le sue colpe ed essere stato perdonato dalla grazia divina è un'altra persona e affronta con serenità il suo destino e la detenzione che merita. Questa realtà sorprende Shin-ae che esce dall'incontro turbata.
Non aveva effettivamente fatto i conti fino in fondo con il suo dolore e il suo risentimento. La visione dell'assassino di suo figlio sereno e riconciliato col mondo non la accetta, con tutto che lei era andata a trovarlo proprio per ingenerare qualcosa di simile. Dunque rivolge il suo risentimento verso quel Signore che sembrava aver giovato alla sua vita e che ora diventa l'oggetto delle sue rimostranze.
Shin-ae si allontana dalla chiesa cristiana con risentimento e perde il senno, prima offrendo il suo corpo insensatamente e poi tagliandosi le vene dei polsi. 
Salvata e ristabilitasi dopo un periodo di cure psichiatriche, esce dall'ospedale per tornare a casa, sempre assistita da Jong-chan, ma si imbatte casualmente nella figlia dell'assassino di Jun. La ragazza sembra aver superato i problemi avuti in passato e ora è una brava parrucchiera. Shin-ae si sente perseguitata dai suoi fantasmi e ha una reazione istintiva che la spinge nuovamente a ribellarsi.
Tornata a casa decide di tagliarsi i capelli da sola. Ad assisterla c'è di nuovo Jong-chan, che ne perdona le ulteriori intemperanze ed è nuovamente pronto ad aiutarla.

## Riconoscimenti
- 2007 - Festival di Cannes
  - Premio per la miglior interpretazione femminile a Jeon Do-yeon